# Nigrohydnum nigrum
Nigrohydnum nigrum är en svampart som beskrevs av Ryvarden 1987. Nigrohydnum nigrum ingår i släktet Nigrohydnum, ordningen Polyporales, klassen Agaricomycetes, divisionen basidiesvampar och riket svampar.   Inga underarter finns listade i Catalogue of Life.